# Mistrzostwa Świata w Piłce Nożnej 1978

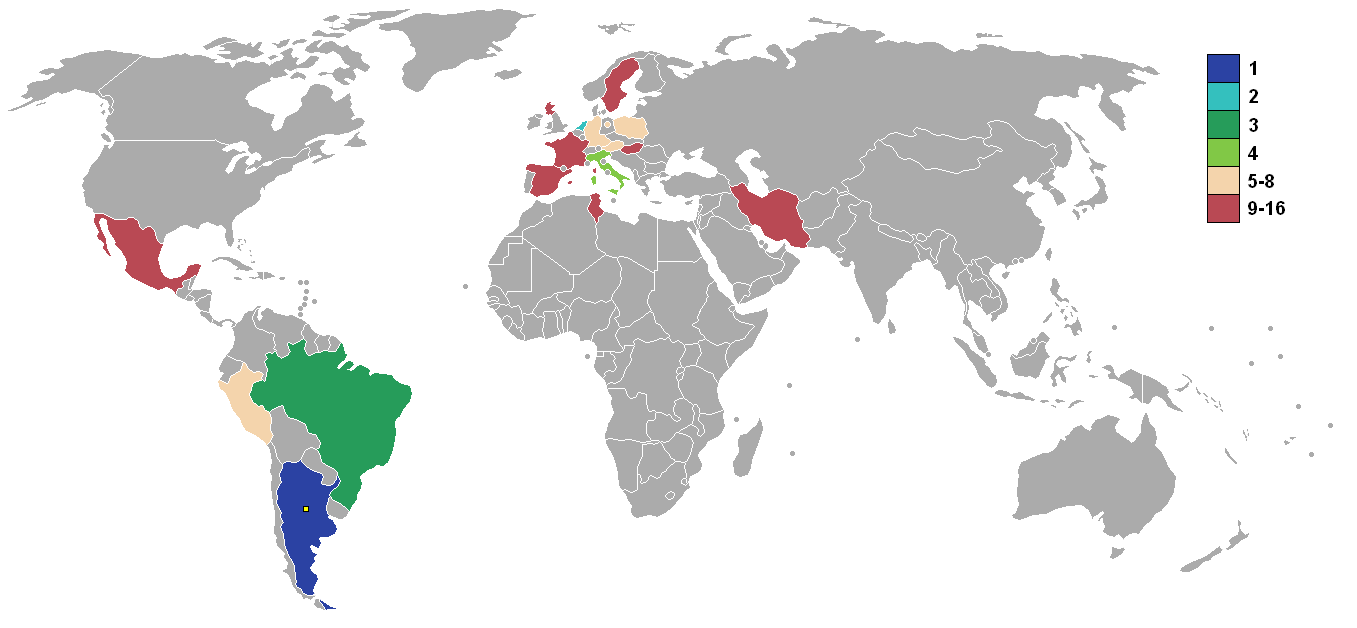
Państwa, uczestnicy mistrzostw świata w 1978 roku

XI Mistrzostwa Świata w Piłce Nożnej w 1978 roku odbyły się w Argentynie. W turnieju udział wzięło 16 drużyn (również Polska), rozegrano 38 spotkań. Finał Argentyna-Holandia po dogrywce zakończył się zwycięstwem gospodarzy 3:1, dwie bramki w tym meczu zdobył król strzelców turnieju – Mario Kempes (Argentyna). Łącznie zdobył 6 goli. Mistrzostwa świata w Argentynie były ostatnimi mistrzostwami z udziałem 16 zespołów. Zadebiutowały na nich reprezentacje Iranu i Tunezji.

## Maskotka
Maskotka mistrzostw przedstawia małego chłopca ubranego w strój piłkarski reprezentacji Argentyny, podbijającego piłkę oraz mającego na głowie czapkę z napisem: Argentyna ’78. Maskotce nadano imię Gauchito.

## Kwalifikacje
W eliminacjach wystartowało 104 reprezentacji narodowych z 6 kontynentów. Zapewniony awans miała Argentyna  (gospodarze) oraz RFN  (obrońcy tytułu).
Zakwalifikowane drużyny:
| Azja (AFC)/Oceania (OFC) kwalifikacje Iran (debiutant) Ameryka Południowa (CONMEBOL) kwalifikacje Brazylia Peru Ameryka Północna (CONCACAF) kwalifikacje Meksyk Afryka (CAF) kwalifikacje Tunezja (debiutant) | Europa (UEFA) kwalifikacje Polska Włochy Austria Holandia Francja Szwecja Szkocja Hiszpania Węgry |

## Podsumowanie
Argentyna zdobyła tytuł jako szósty kraj w historii (po Urugwaju, Włoszech, RFN, Brazylii i Anglii). Równocześnie, wygrywając turniej jako gospodarz, dołączyła do drużyn: Urugwaju (MŚ 1930), Włoch (MŚ 1934), Anglii (MŚ 1966) oraz RFN (MŚ 1974), które również wygrywały na własnym terenie. Holendrzy (już bez Cruyffa w składzie) przegrali drugi z rzędu finał z gospodarzami.
Polacy uplasowali się ostatecznie na 5-8 miejscu.

## Sędziowie
Afryka
- Youssou N’Diaye

Azja
- Farouk Bouzo
- Jafar Namdar
- Abraham Klein

Europa
- Ferdinand Biwersi
- Charles Corver
- Jean Dubach
- Ulf Eriksson
- John Gordon
- Sergio Gonella
- Alojzy Jarguz
- Erich Linemayr
- Dušan Maksimović
- Angel Franco Martínez
- Károly Palotai
- Pat Partridge
- Adolf Prokop
- Nicolae Rainea
- Francis Rion
- Clive Thomas
- Robert Wurtz

Północna i centralna Ameryka
- Archundia González

Ameryka Południowa
- Ramon Barreto
- Arnaldo Cézar Coelho
- Angel Norberto Coerezza
- César Orosco
- Juan Silvagno
- Antonio Garrido

## Składy drużyn
Składy drużyn uczestniczących w mistrzostwach świata w roku 1978

## Stadiony
|                            | Buenos Aires                | Buenos Aires              | Córdoba |
| -------------------------- | --------------------------- | ------------------------- | ------- |
| Estadio Monumental         | Estadio José Amalfitani     | Estadio Chateau Carreras  |         |
| Pojemność: 76 tys.         | Pojemność: 49 540           | Pojemność: 46 083         |         |
|                            |                             |                           |         |
| Mar del Plata              | Rosario                     | Mendoza                   |         |
| Estadio José María Minella | Estadio Gigante de Arroyito | Estadio Ciudad de Mendoza |         |
| Pojemność: 43 542          | Pojemność: 41 654           | Pojemność: 34 875         |         |
|                            |                             |                           |         |

## Pierwsza runda
Wszystkie czasy lokalne (UTC-3)

### Grupa A
| Na mistrzostwach świata w piłce nożnej w latach 1930-1990 za zwycięstwo przyznawano 2 punkty, za remis 1 punkt, za porażkę punktów nie przyznawano |

| Zespół    | M | W | R | P | Br+ | Br- | +/- | Pkt |
| --------- | - | - | - | - | --- | --- | --- | --- |
| Włochy    | 3 | 3 | 0 | 0 | 6   | 2   | +4  | 6   |
| Argentyna | 3 | 2 | 0 | 1 | 4   | 3   | +1  | 4   |
| Francja   | 3 | 1 | 0 | 2 | 5   | 5   | 0   | 2   |
| Węgry     | 3 | 0 | 0 | 3 | 3   | 8   | -5  | 0   |

| 2 czerwca 1978 13:45 | Włochy · Rossi 29' · Zaccarelli 54' | 2:1(1:1)raport | Francja · Lacombe 1' | Estadio José María Minella, Mar del Plata Widzów: 38 100 Sędzia: Nicolae Rainea (Rumunia) |
|                      |                                     |                |                      |                                                                                           |

| 2 czerwca 1978 19:15 | Argentyna · Luque 14' · Bertoni 83' | 2:1(1:1)raport | Węgry · Csapó 9' | Estadio Monumental, Buenos Aires Widzów: 71 615 Sędzia: Antonio Garrido (Portugalia) |
|                      |                                     |                |                  |                                                                                      |

| 6 czerwca 1978 13:45 | Włochy · Rossi 34' · Bettega 35' · Benetti 61' | 3:1(2:0)raport | Węgry · A. Tóth 81' (k.) | Estadio José María Minella, Mar del Plata Widzów: 26 533 Sędzia: Ramon Barreto (Urugwaj) |
|                      |                                                |                |                          |                                                                                          |

| 6 czerwca 1978 19:15 | Argentyna · Passarella 45' (k.) · Luque 73' | 2:1(1:0)raport | Francja · Platini 60' | Estadio Monumental, Buenos Aires Widzów: 71 666 Sędzia: Jean Dubach (Szwajcaria) |
|                      |                                             |                |                       |                                                                                  |

| 10 czerwca 1978 14:30 | Francja · Lopez 23' · Berdoll 38' · Rocheteau 42' | 3:1(3:1)raport | Węgry · Zombori 41' | Estadio José María Minella, Mar del Plata Widzów: 23 127 Sędzia: Arnaldo Cézar Coelho (Brazylia) |
|                       |                                                   |                |                     |                                                                                                  |

| 10 czerwca 1978 19:15 | Argentyna | 0:1(0:0)raport | Włochy · Bettega 67' | Estadio Monumental, Buenos Aires Widzów: 71 712 Sędzia: Abraham Klein (Izrael) |
|                       |           |                |                      |                                                                                |

### Grupa B
| Drużyna | M | W | R | P | Br+ | Br- | +/- | Pkt |
| ------- | - | - | - | - | --- | --- | --- | --- |
| Polska  | 3 | 2 | 1 | 0 | 4   | 1   | +3  | 5   |
| RFN     | 3 | 1 | 2 | 0 | 6   | 0   | +6  | 4   |
| Tunezja | 3 | 1 | 1 | 1 | 3   | 2   | +1  | 3   |
| Meksyk  | 3 | 0 | 0 | 3 | 2   | 12  | -10 | 0   |

| 1 czerwca 1978 15:00 | RFN | 0:0(0:0)Raport | Polska | Estadio Monumental, Buenos Aires Widzów: 67 579 Sędzia: Angel Norberto Coerezza (Argentyna) |
|                      |     |                |        |                                                                                             |

| 2 czerwca 1978 16:45 | Tunezja · Kaabi 55' · Ghommidh 79' · Dhouieb 87' | 3:1(0:1)Raport | Meksyk · Vázquez Ayala 45' (k.) | Estadio Gigante de Arroyito, Rosario Widzów: 17 396 Sędzia: John Gordon (Szkocja) |
|                      |                                                  |                |                                 |                                                                                   |

| 6 czerwca 1978 16:45 | RFN · D. Müller 15' · H. Müller 30' · Rummenigge 38' 73' · Flohe 44' 89' | 6:0(4:0)Raport | Meksyk | Estadio Chateau Carreras, Córdoba Widzów: 35 258 Sędzia: Farouk Bouzo (Syria) |
|                      |                                                                          |                |        |                                                                               |

| 6 czerwca 1978 16:45 | Polska · Lato 43' | 1:0(1:0)Raport | Tunezja | Estadio Gigante de Arroyito, Rosario Widzów: 9624 Sędzia: Angel Franco Martínez (Hiszpania) |
|                      |                   |                |         |                                                                                             |

| 10 czerwca 1978 16:45 | RFN | 0:0(0:0)Raport | Tunezja | Estadio Olímpico Chateau Carreras, Córdoba Widzów: 30 667 Sędzia: César Guerrero Orosco (Peru) |
|                       |     |                |         |                                                                                                |

| 10 czerwca 1978 16:45 | Polska · Boniek 43' 84' · Deyna 56' | 3:1(1:0)Raport | Meksyk · Rangel 52' | Estadio Gigante de Arroyito, Rosario Widzów: 22 651 Sędzia: Jafar Namdar (Iran) |
|                       |                                     |                |                     |                                                                                 |

### Grupa C
| Drużyna   | M | W | R | P | Br+ | Br- | +/- | Pkt |
| --------- | - | - | - | - | --- | --- | --- | --- |
| Austria   | 3 | 2 | 0 | 1 | 3   | 2   | +1  | 4   |
| Brazylia  | 3 | 1 | 2 | 0 | 2   | 1   | +1  | 4   |
| Hiszpania | 3 | 1 | 1 | 1 | 2   | 2   | 0   | 3   |
| Szwecja   | 3 | 0 | 1 | 2 | 1   | 3   | -2  | 1   |

| 3 czerwca 1978 13:45 | Austria · Schachner 9' · Krankl 76' | 2:1(1:1)raport | Hiszpania · Dani 21' | Estadio José Amalfitani, Buenos Aires Widzów: 40 841 Sędzia: Károly Palotai (Węgry) |
|                      |                                     |                |                      |                                                                                     |

| 3 czerwca 1978 13:45 | Brazylia · Reinaldo 45' | 1:1(1:1)raport | Szwecja · Sjöberg 37' | Estadio José María Minella, Mar del Plata Widzów: 32 569 Sędzia: Clive Thomas (Walia) |
|                      |                         |                |                       |                                                                                       |

| 7 czerwca 1978 13:45 | Austria · Krankl 42' (k.) | 1:0(1:0)raport | Szwecja | Estadio José Amalfitani, Buenos Aires Widzów: 41 424 Sędzia: Charles Corver (Holandia) |
|                      |                           |                |         |                                                                                        |

| 7 czerwca 1978 13:45 | Brazylia | 0:0(0:0)raport | Hiszpania | Estadio José María Minella, Mar del Plata Widzów: 34 771 Sędzia: Sergio Gonella (Włochy) |
|                      |          |                |           |                                                                                          |

| 11 czerwca 1978 13:45 | Hiszpania · Asensi 75' | 1:0(0:0)raport | Szwecja | Estadio José Amalfitani, Buenos Aires Widzów: 46 765 Sędzia: Ferdinand Biwersi (RFN) |
|                       |                        |                |         |                                                                                      |

| 11 czerwca 1978 13:45 | Brazylia · Roberto Dinamite 40' | 1:0(1:0)raport | Austria | Estadio José María Minella, Mar del Plata Widzów: 35 221 Sędzia: Robert Wurtz (Francja) |
|                       |                                 |                |         |                                                                                         |

### Grupa D
| Drużyna  | M | W | R | P | Br+ | Br- | +/- | Pkt |
| -------- | - | - | - | - | --- | --- | --- | --- |
| Peru     | 3 | 2 | 1 | 0 | 7   | 2   | +5  | 5   |
| Holandia | 3 | 1 | 1 | 1 | 5   | 3   | +2  | 3   |
| Szkocja  | 3 | 1 | 1 | 1 | 5   | 6   | -1  | 3   |
| Iran     | 3 | 0 | 1 | 2 | 2   | 8   | -6  | 1   |

| 3 czerwca 1978 16:45 | Holandia · Rensenbrink 40' (k.) 62' 79' (k.) | 3:0(1:0)raport | Iran | Estadio Ciudad de Mendoza, Mendoza Widzów: 33 431 Sędzia: González Archundía (Meksyk) |
|                      |                                              |                |      |                                                                                       |

| 3 czerwca 1978 16:45 | Peru · Cueto 43' · Cubillas 72' 77' | 3:1(1:1)raport | Szkocja · Jordan 14' | Estadio Chateau Carreras, Córdoba Widzów: 37 927 Sędzia: Ulf Eriksson (Szwecja) |
|                      |                                     |                |                      |                                                                                 |

| 7 czerwca 1978 16:45 | Holandia | 0:0(0:0)raport | Peru | Estadio Ciudad de Mendoza, Mendoza Widzów: 28 125 Sędzia: Adolf Prokop (RFN) |
|                      |          |                |      |                                                                              |

| 7 czerwca 1978 16:45 | Szkocja · Eskandarian 43' (sam.) | 1:1(1:0)raport | Iran · Danaeifard 60' | Estadio Chateau Carreras, Córdoba Widzów: 7938 Sędzia: Youssou N’Diaye (Senegal) |
|                      |                                  |                |                       |                                                                                  |

| 11 czerwca 1978 16:45 | Peru · Velásquez 2' · Cubillas 36' (k.) 39' (k.) 79' | 4:1(3:1)raport | Iran · Rowshan 41' | Estadio Chateau Carreras, Córdoba Widzów: 21 262 Sędzia: Alojzy Jarguz (Polska) |
|                       |                                                      |                |                    |                                                                                 |

| 11 czerwca 1978 16:45 | Szkocja · Dalglish 44' · Gemmill 47' (k.) 68' | 3:2(1:1)raport | Holandia · Rensenbrink 34' (k.) · Rep 71' | Estadio Ciudad de Mendoza, Mendoza Widzów: 33 130 Sędzia: Erich Linemayr (Austria) |
|                       |                                               |                |                                           |                                                                                    |

## Druga runda

### Grupa 1
| Drużyna  | M | W | R | P | Br+ | Br- | +/- | Pkt |
| -------- | - | - | - | - | --- | --- | --- | --- |
| Holandia | 3 | 2 | 1 | 0 | 9   | 4   | +5  | 5   |
| Włochy   | 3 | 1 | 1 | 1 | 2   | 2   | 0   | 3   |
| RFN      | 3 | 0 | 2 | 1 | 4   | 5   | -1  | 2   |
| Austria  | 3 | 1 | 0 | 2 | 4   | 8   | -4  | 2   |

| 14 czerwca 1978 13:45 | Austria · Obermayer 79' | 1:5(0:3)raport | Holandia · Brandts 6' · Rensenbrink 35' (k.) · Rep 36' 53' · W. van de Kerkhof 82' | Estadio Chateau Carreras, Córdoba Widzów: 25 050 Sędzia: John Gordon (Szkocja) |
|                       |                         |                |                                                                                    |                                                                                |

| 14 czerwca 1978 13:45 | Włochy | 0:0(0:0)raport | RFN | Estadio Monumental, Buenos Aires Widzów: 67 547 Sędzia: Dušan Maksimović (Jugosławia) |
|                       |        |                |     |                                                                                       |

| 18 czerwca 1978 16:45 | Holandia · Haan 27' · R. van de Kerkhof 84' | 2:2(1:1)raport | RFN · Abramczik 3' · D. Müller 70' | Estadio Chateau Carreras, Córdoba Widzów: 25 050 Sędzia: John Gordon (Szkocja) |
|                       |                                             |                |                                    |                                                                                |

| 18 czerwca 1978 16:45 | Włochy · Rossi 14' | 1:0(1:0)raport | Austria | Estadio Monumental, Buenos Aires Widzów: 66 695 Sędzia: Francis Rion (Belgia) |
|                       |                    |                |         |                                                                               |

| 21 czerwca 1978 13:45 | Austria · Vogts 59' (sam.) · Krankl 66' 87' | 3:2(0:1)raport | RFN · Rummenigge 19' · Hölzenbein 72' | Estadio Chateau Carreras, Córdoba Widzów: 38 318 Sędzia: Abraham Klein (Izrael) |
|                       |                                             |                |                                       |                                                                                 |

| 21 czerwca 1978 13:45 | Włochy · Brandts 18' (sam.) | 1:2(1:0)raport | Holandia · Brandts 50' · Haan 75' | Estadio Monumental, Buenos Aires Widzów: 67 433 Sędzia: Angel Franco Martínez (Hiszpania) |
|                       |                             |                |                                   |                                                                                           |

Holandia wygrywając grupę awansowała do finału, Włosi mieli zagrać o 3. miejsce.

### Grupa 2
| Drużyna   | M | W | R | P | Br+ | Br- | +/- | Pkt |
| --------- | - | - | - | - | --- | --- | --- | --- |
| Argentyna | 3 | 2 | 1 | 0 | 8   | 0   | +8  | 5   |
| Brazylia  | 3 | 2 | 1 | 0 | 6   | 1   | +5  | 5   |
| Polska    | 3 | 1 | 0 | 2 | 2   | 5   | -3  | 2   |
| Peru      | 3 | 0 | 0 | 3 | 0   | 10  | -10 | 0   |

| 14 czerwca 1978 16:45 | Peru | 0:3(0:2)raport | Brazylia · Dirceu 15' 28' · Zico 73' (k.) | Estadio Ciudad de Mendoza, Mendoza Widzów: 31 278 Sędzia: Nicolae Rainea (Rumunia) |
|                       |      |                |                                           |                                                                                    |

| 14 czerwca 1978 16:45 | Argentyna · Kempes 16' 71' | 2:0(1:0)raport | Polska | Estadio Gigante de Arroyito, Rosario Widzów: 37 091 Sędzia: Ulf Eriksson (Szwecja) |
|                       |                            |                |        |                                                                                    |

| 18 czerwca 1978 13:45 | Peru | 0:1(0:0)raport | Polska · Szarmach 65' | Estadio Ciudad de Mendoza, Mendoza Widzów: 35 288 Sędzia: Pat Partridge (Anglia) |
|                       |      |                |                       |                                                                                  |

| 18 czerwca 1978 19:15 | Argentyna | 0:0(0:0)raport | Brazylia | Estadio Gigante de Arroyito, Rosario Widzów: 37 326 Sędzia: Károly Palotai (Węgier) |
|                       |           |                |          |                                                                                     |

| 21 czerwca 1978 16:45 | Polska · Lato 45' | 1:3(1:1)raport | Brazylia · Nelinho 12' · Roberto Dinamite 57' 63' | Estadio Ciudad de Mendoza, Mendoza Widzów: 39 586 Sędzia: Juan Silvagno Cavanna (Chile) |
|                       |                   |                |                                                   |                                                                                         |

| 21 czerwca 1978 19:15 | Argentyna · Kempes 21' 46' · Tarantini 43' · Luque 50' 72' · Houseman 67' | 6:0(2:0)raport | Peru | Estadio Gigante de Arroyito, Rosario Widzów: 37 315 Sędzia: Robert Wurtz (Francja) |
|                       |                                                                           |                |      |                                                                                    |

Argentyna wygrywając grupę awansowała do finału, Brazylijczycy mieli zagrać o 3. miejsce.

## 3. miejsce
| 24 czerwca 1978 15:00 | Brazylia · Nelinho 64' · Dirceu 72' | 2:1(0:1)raport | Włochy · Causio 38' | Estadio Monumental, Buenos Aires Widzów: 69 659 Sędzia: Abraham Klein (Izrael) |
|                       |                                     |                |                     |                                                                                |

Brazylia Leao (k) – Oscar, Amaral, Nelinho, Rodrigues, Toninho Cerezo (64' Rivelino), Dirceu, Batista, Mendonca, Gil (46' Reinaldo), Roberto Dinamite

Włochy Zoff (k) – Cabrini, Cuccureddu, Gentile, Maldera, Scirea, Antognoni (79' F. Sala), P. Sala, Causio, Bettega, Rossi

## Finał
| 25 czerwca 1978 15:00 | Holandia · Nanninga 82' | 1:3 (w dogrywce)(0:1,1:1)raport | Argentyna · Kempes 38' 105' · Bertoni 116' | Estadio Monumental, Buenos Aires Widzów: 71 483 Sędzia: Sergio Gonella (Włochy) |
|                       |                         |                                 |                                            |                                                                                 |

Argentyna Fillol – Galvan, Olguin, Passarella (k), Tarantini, Ardiles (65' Larrosa), Bertoni, Gallego, Kempes, Luque, Ortiz (75' Houseman)

Holandia Jongbloed – Poortvliet, Krol (k), Brandts, Jansen (73' Suurbier), Haan, R. van de Kerkhof, W. van de Kerkhof, Neeskens, Rensenbrink, Rep (59' Nanninga)

## Nagrody
| Nagroda Fair Play: |
| ------------------ |
| Argentyna          |

## Klasyfikacja strzelców turnieju
6 goli
- Mario Kempes

5 goli
- Rob Rensenbrink
- Teófilo Cubillas

4 gole
- Leopoldo Luque
- Hans Krankl

3 gole
- Dirceu
- Roberto Dinamite
- Karl-Heinz Rummenigge
- Paolo Rossi
- Johnny Rep

2 gole
- Daniel Bertoni
- Nelinho
- Heinz Flohe
- Dieter Müller
- Roberto Bettega
- Ernie Brandts
- Arie Haan
- Zbigniew Boniek
- Grzegorz Lato
- Archie Gemmill

1 gol
- René Houseman
- Daniel Passarella
- Alberto Tarantini
- Erich Obermayer
- Walter Schachner
- Reinaldo
- Zico
- Marc Berdoll
- Bernard Lacombe
- Christian Lopez
- Michel Platini
- Dominique Rocheteau
- Rüdiger Abramczik
- Bernd Hölzenbein
- Hansi Müller
- Károly Csapó
- András Tóth
- Sándor Zombori
- Iradż Danajifard
- Hassan Rowshan
- Romeo Benetti
- Franco Causio
- Renato Zaccarelli
- Víctor Rangel
- Arturo Vázquez Ayala
- Dick Nanninga
- René van de Kerkhof
- Willy van de Kerkhof
- César Cueto
- José Velásquez
- Kazimierz Deyna
- Andrzej Szarmach
- Kenny Dalglish
- Joe Jordan
- Juan Manuel Asensi
- Dani
- Thomas Sjöberg
- Mokhtar Dhouieb
- Néjib Ghommidh
- Ali Kaabi

Gole samobójcze
- Berti Vogts (dla Austrii)
- Andranik Eskandarijan (dla Szkocji)
- Ernie Brandts (dla Włoch)